# Systemtrennstelle
Als Systemtrennstelle oder Systemwechselstelle wird im elektrischen Eisenbahnbetrieb der Übergang zwischen zwei Stromsystemen bezeichnet. Dieser Übergang kann sich auf freier Strecke befinden, wobei dann jedoch nur Mehrsystemlokomotiven eingesetzt werden können, oder in einem Bahnhof (Systemwechselbahnhof).

## Verschiedene Ausführungen von Trennstellen

### Nicht umschaltbare Trennstelle im Bahnhof
Bei nicht umschaltbaren Trennstellen beschränkt sich ein Stromsystem auf die jeweilige Bahnhofsseite. Die Fahrleitung ist über sämtlichen durchgehenden Gleisen etwa in der Mitte durch die Folge neutral–geerdet–neutral getrennt. Die Lokomotive rollt dabei von einem System mit gesenktem Stromabnehmer unter die Fahrleitung des anderen Systems. Einsystemlokomotiven müssen dann entweder von einer fahrdrahtspannungsunabhängigen Rangier- oder der neuen Zuglokomotive vom Wagenzug abgezogen und unter das eigene Stromsystem zurückgestoßen werden, Mehrsystemlokomotiven werden im Stand umgeschaltet und bügeln dann wieder auf. Diese Betriebsweise ist bei italienischen und slowenischen Grenzbahnhöfen typisch. Sollten Züge durchfahren, dann entspricht das Vorgehen aus Triebfahrzeugführersicht mit Ausschalten des Hauptschalters und fallweisem Abbügeln und Stromabnehmerwechsel dem Ablauf bei Trennstellen auf der freien Strecke.

### Umschaltbare Bahnhofsgleise
Bei dieser Variante der Trennstelle gibt es umschaltbare Fahrleitungsabschnitte in Systemwechselbahnhöfen. Sollen Einsystemtriebfahrzeuge eingesetzt werden, dann müssen auch die Fahrwege für Rangierfahrten mit umgeschaltet werden. Die Fahrwege mit jeweils unterschiedlicher Fahrleitungsspannung werden in der Regel durch verstellbare Fahrleitungssignale abgeriegelt. Durchlaufende Mehrsystemfahrzeuge bügeln nach der Einfahrt ab, während des Verkehrshaltes wird die Fahrleitung und gleichzeitig durch den Triebfahrzeugführer die Maschine umgeschaltet. Nach dem Aufbügeln wird mit dem neuen System weitergefahren. Beispiele dafür sind der Grenzbahnhof Aachen Hauptbahnhof mit dem seit 1966 bestehenden Systemwechsel von 15 kV, 16,7 Hz auf das belgische Gleichstromsystem mit einer Spannung von 3 kV, der Bahnhof Ebenfurth für Züge zwischen dem Netz der ÖBB und der mit 25 kV, 50 Hz elektrifizierten Raaberbahn und zahlreiche Trennstellen im Stadtgebiet von London zwischen dem Stromschienensystem im Süden und den mit 25 kV elektrifizierten Strecken im Norden. Ein gut sichtbares Beispiel ist der Bahnhof Farringdon auf der Thameslink-Strecke. Im Bahnhof Pontresina der Rhätischen Bahn ist insbesondere für die die durchlaufenden Züge des Bernina Express das Bahnsteiggleis 3 seit 1981 zwischen 1000 V Gleich- und 11 kV Wechselspannung umschaltbar. Im Bahnhof Bad Bentheim als Systemwechselbahnhof zwischen Deutschland und den Niederlanden sind mit einzeln und fahrstraßenabhängig umschaltbaren Fahrleitungsabschnitten auch alle Rangierfahrten mit der passenden Spannung durchführbar, fahrdrahtspannungsunabhängige Rangierlokomotiven sind nicht erforderlich. Die Anlage ermöglicht auch gleichzeitige Rangierbewegungen mit Triebfahrzeugen für unterschiedliche Spannungen.

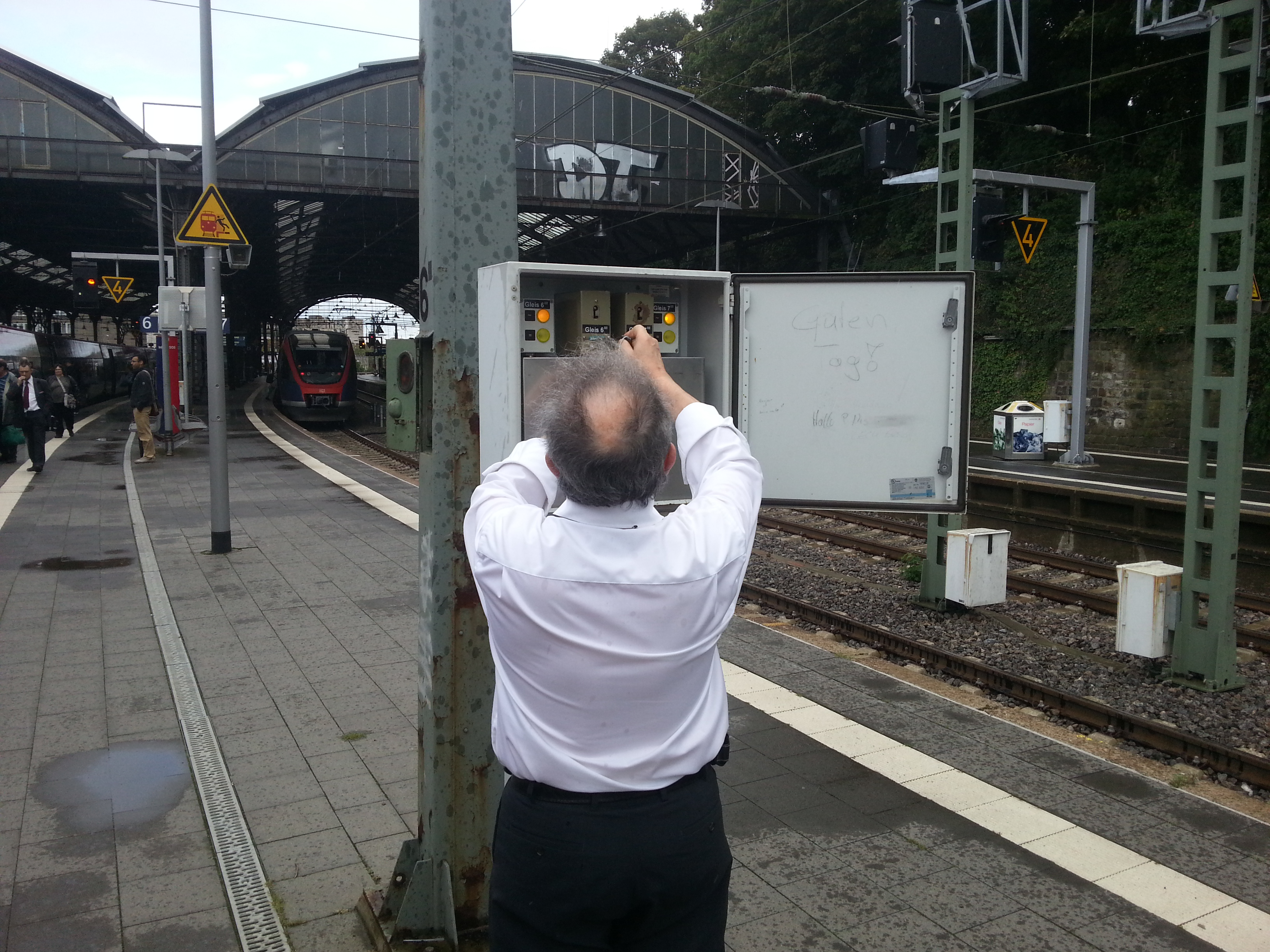
Manuelle Umschaltung der Fahrdrahtspannung von deutschen 15 kV, 16,7 Hz Wechselspannung auf belgische 3 kV Gleichspannung durch den Triebfahrzeugführer des Thalys-Mehrsystemzuges THA9448 (Köln–Paris) an Gleis 6 im Hauptbahnhof Aachen.
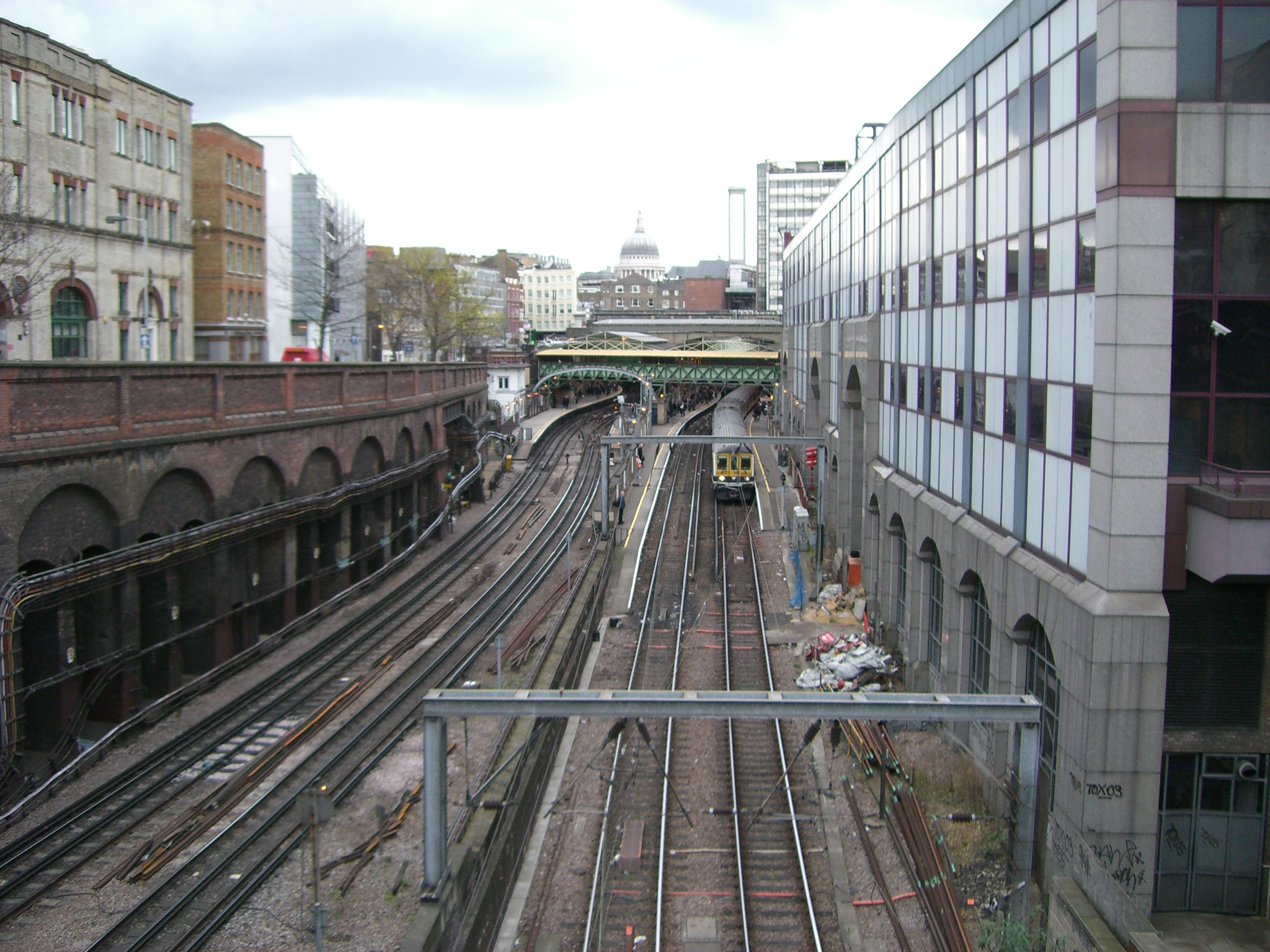
Trennstelle für den Übergang zwischen Oberleitung und Stromschiene am Bahnhof Farringdon auf den von Thameslink genutzten Widened Lines in London

Trennstellen in Bahnhöfen sind die klassische Form. Sie waren üblich, als es keine mehrsystemfähigen Triebfahrzeuge gab. Sie behindern jedoch den Betrieb auch bei Rangierarbeiten und erfordern eine aufwändige Infrastruktur. Wegen des im europäischen Raum bis etwa 2010 generell üblichen Lokwechsels an Staatsgrenzen liegen viele derartige Systemtrennstellen in Grenzbahnhöfen.

### Trennstelle auf freier Strecke
Darüber hinaus ist der Systemwechsel während der Fahrt eines Zuges an Systemtrennstellen auf der freien Strecke möglich. Bei neueren Systemtrennstellen ist diese Ausführung die Regel. Sollte der Einsatz von Mehrsystemfahrzeugen im Ausnahmefall nicht möglich sein, ist fahrdrahtunabhängiger Vorspann oder zweimaliges Umspannen erforderlich. Im Gegensatz zu Schutzstrecken zwischen unterschiedlichen Speisebereichen desselben Bahnstromsystems, zwischen denen ein neutraler Fahrdrahtabschnitt zur Trennung ausreicht, benötigten Systemtrennstellen bei durchlaufendem Fahrdraht die Zwischenschaltung eines geerdeten Abschnittes, um das irrtümliche Befahren durch Einsystemtriebfahrzeuge mit angelegtem Stromabnehmer zu verhindern. Die Reihenfolge der Abschnitte ist spannungsführend (Stromsystem A) – neutral – geerdet – neutral – spannungsführend (Stromsystem B). Zusätzlich wird insbesondere an Systemtrennstellen zwischen Gleich- und Wechselspannungssystemen die Rückstromführung durch doppelte Abriegelstöße (pro Schiene zwei Isolierstöße hintereinander) getrennt. Bei Systemtrennstellen, wo Fahrleitungsnetze mit unterschiedlichem Fahrdrahtseitenausschlag aneinandergrenzen, muss in der Regel wegen der abweichenden Palettenbreiten der Stromabnehmer gewechselt werden. Erforderlich ist ein Stromabnehmerwechsel aus Verschleißgründen auch, wenn in beiden Netzen unterschiedliche Schleifleistenmaterialien genutzt werden.
Bei Systemtrennstellen mit unterschiedlicher Stromzuführung werden beide Zuführungsarten überlappend verlegt.

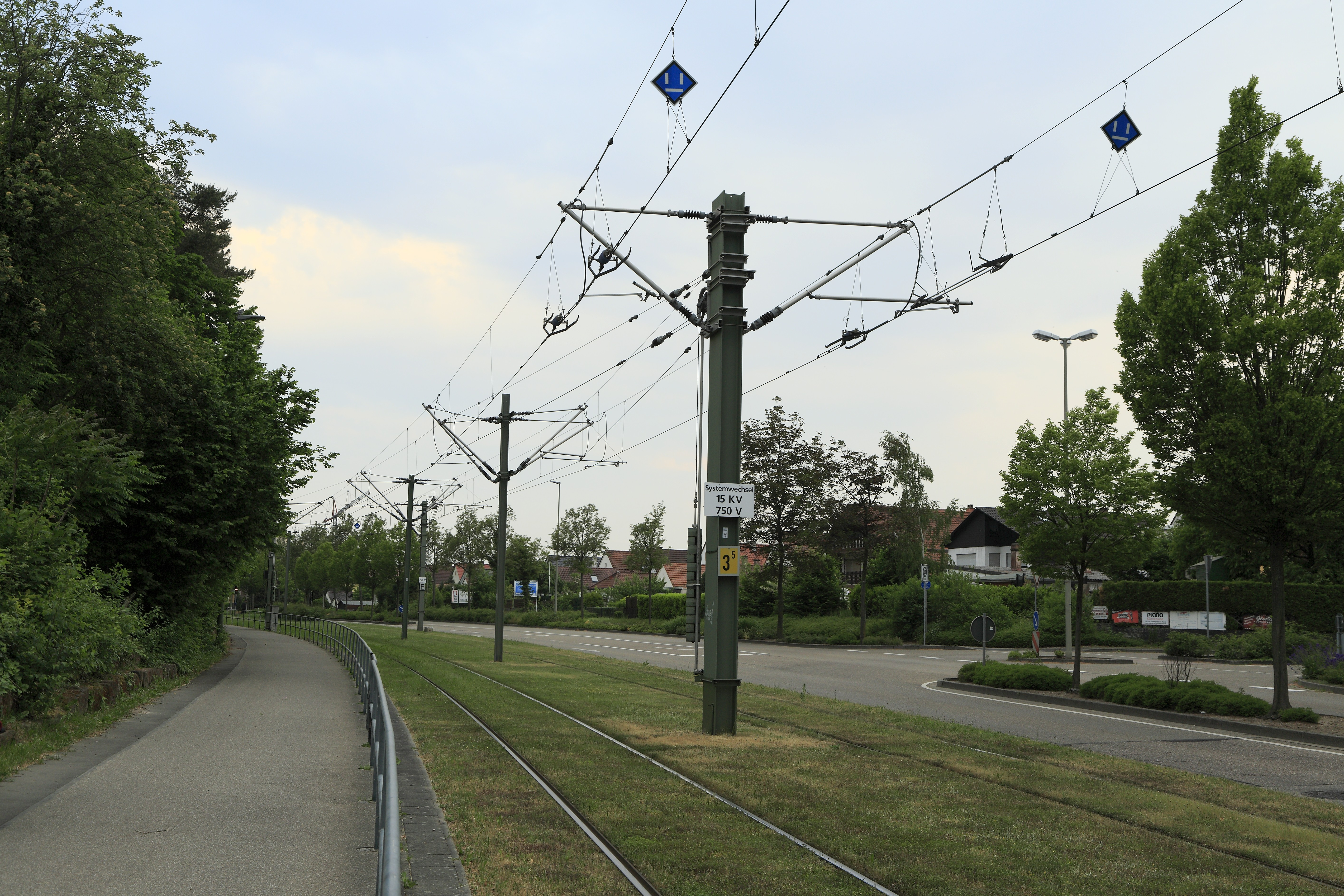
Systemwechsel der Stadtbahnstrecke Wörth (Rhein) im Karlsruher Stadtbahnnetz von 15 kV, 16,7 Hz im Vordergrund auf 750 V Gleichspannung im Hintergrund.
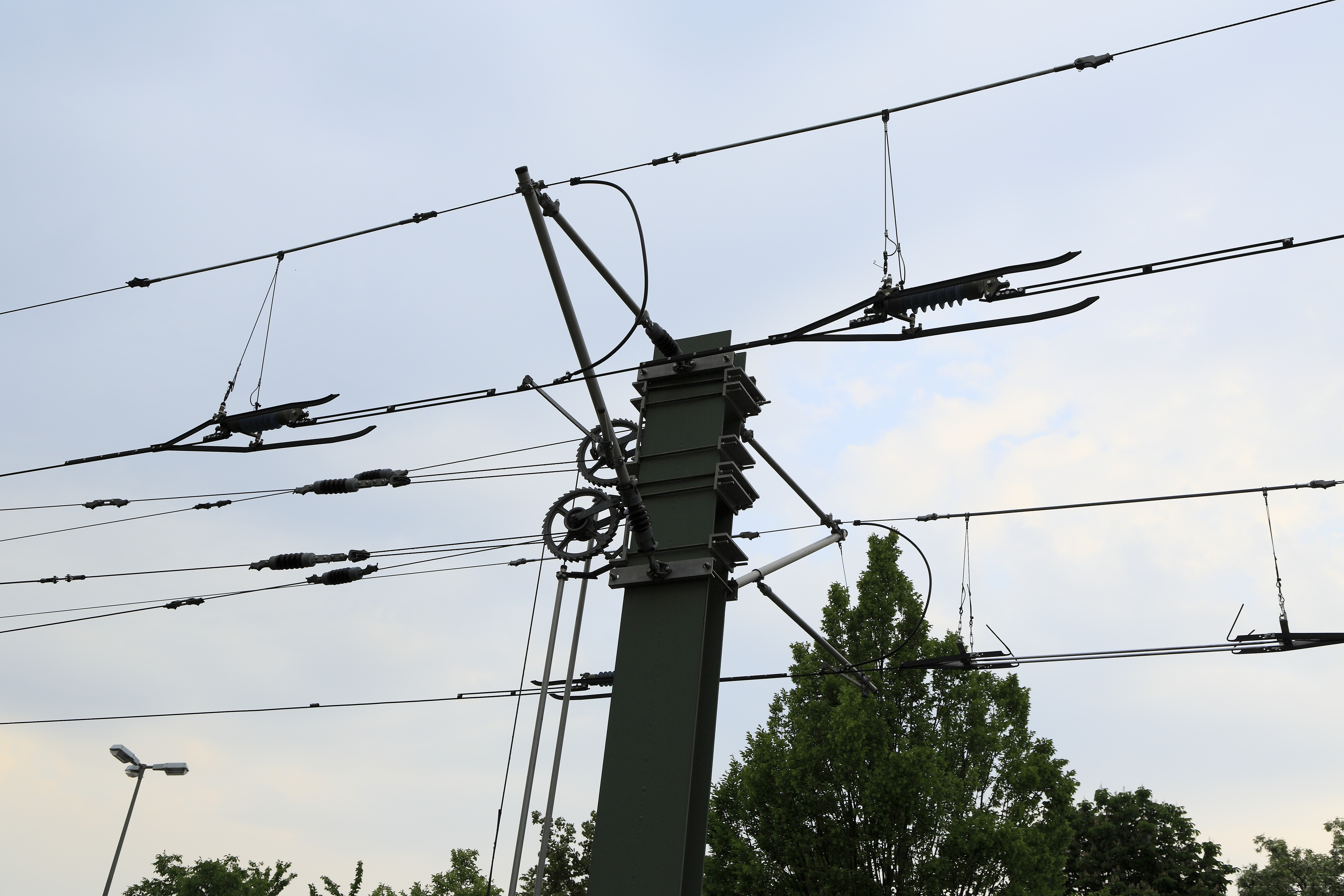
Doppelte Streckentrenner beim Systemwechsel in Wörth, rechts 15 kV, zwischen den Trennern neutral, links geerdet.
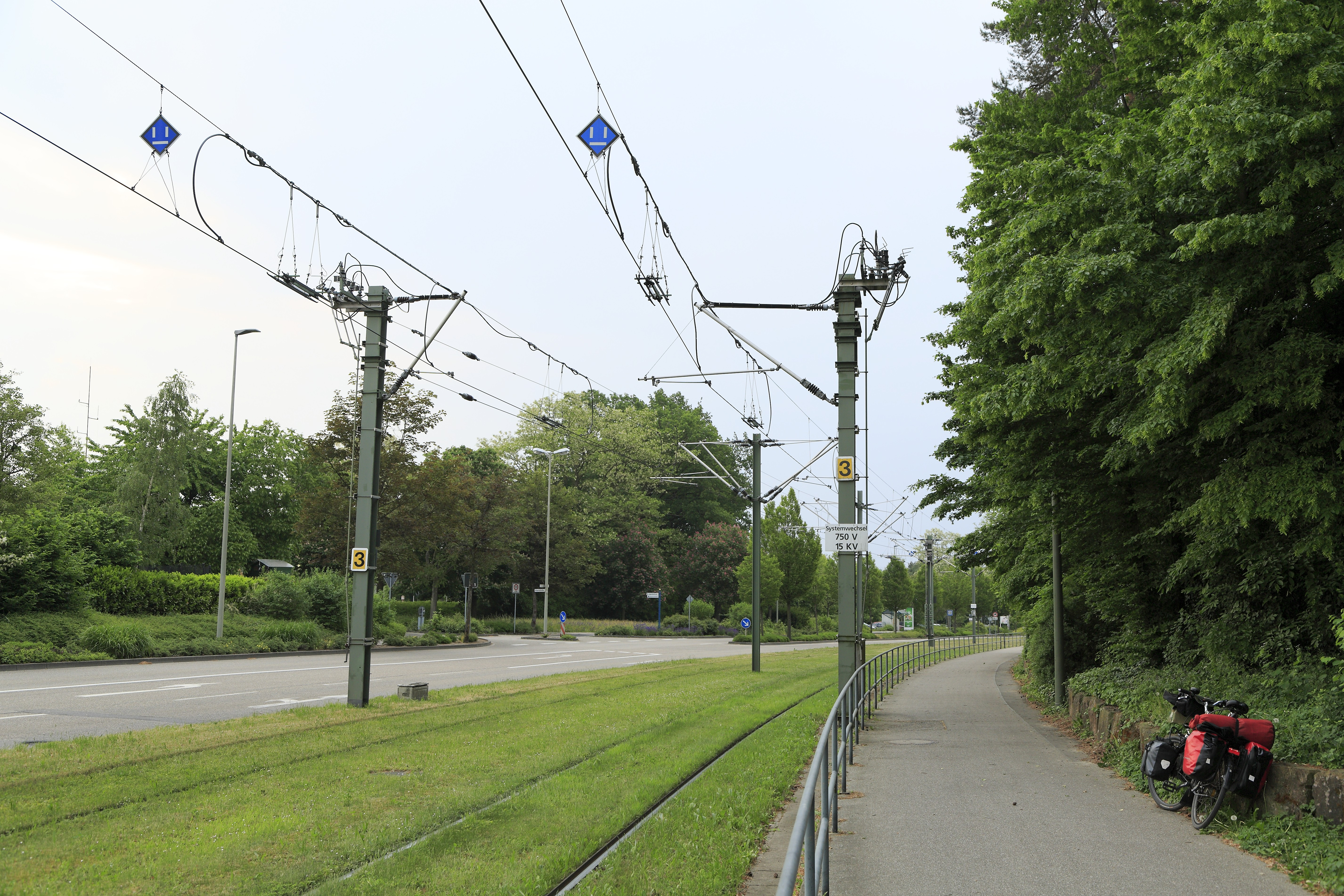
Je zwei Straßenbahnstreckentrenner auf der Seite mit 750 V in Wörth, zwischen den Trennern liegt der neutrale, dahinter der geerdete Abschnitt.
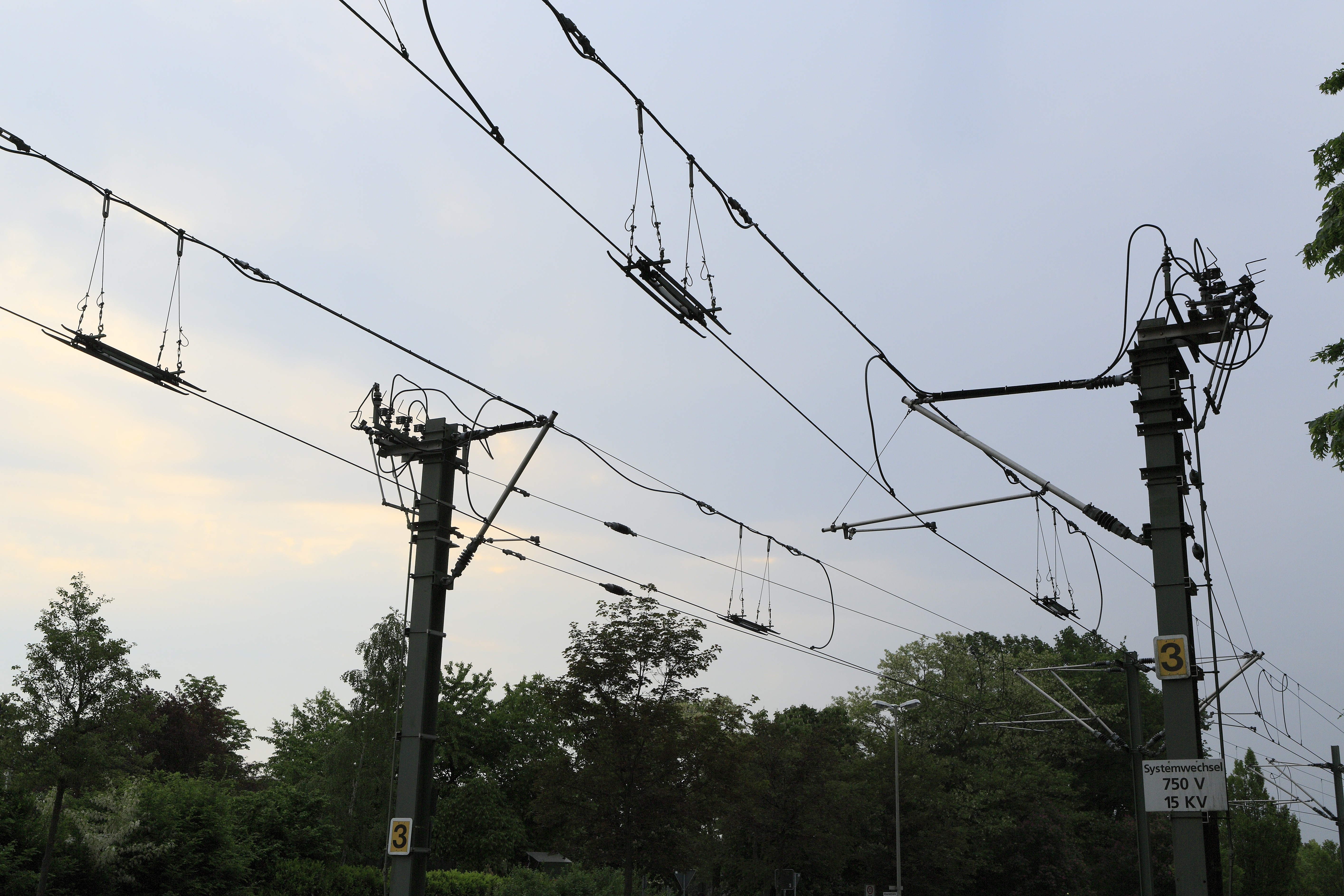
Straßenbahnstreckentrenner, mit den Mastschaltern können der neutrale und der geerdete Abschnitt mit Gleichspannung versorgt werden, wenn ein Zug in der Systemtrennstelle zum stehen kommt.
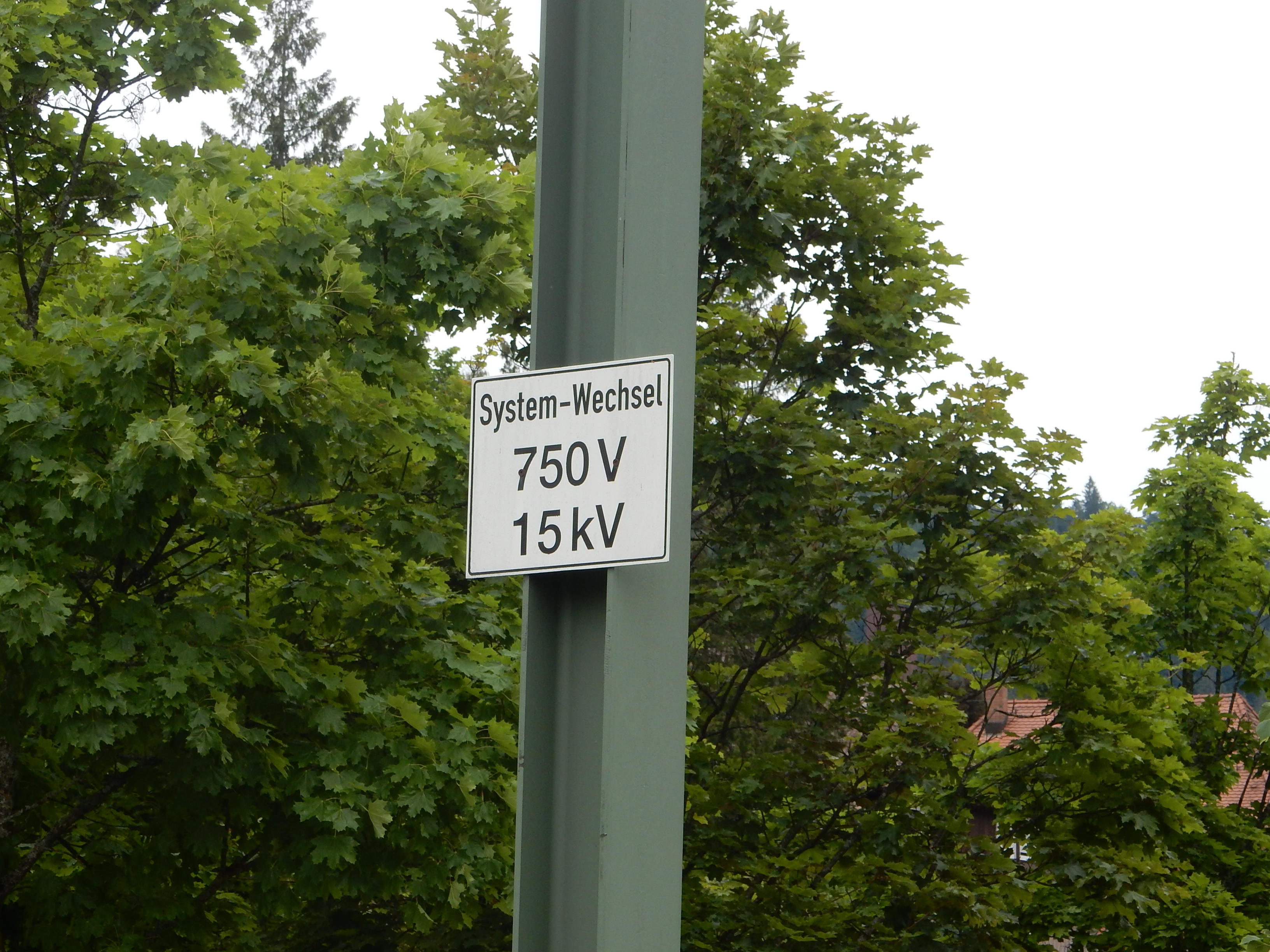
Einfahrt eines aus dem 750-V-Gleichstromnetz kommenden Zuges der Saarbahn in die Systemtrennstelle in Brebach. Die Trennstelle befindet sich auf freier Strecke, sie wird aufgebügelt durchfahren.
- Trennstelle in Bad Wildbad
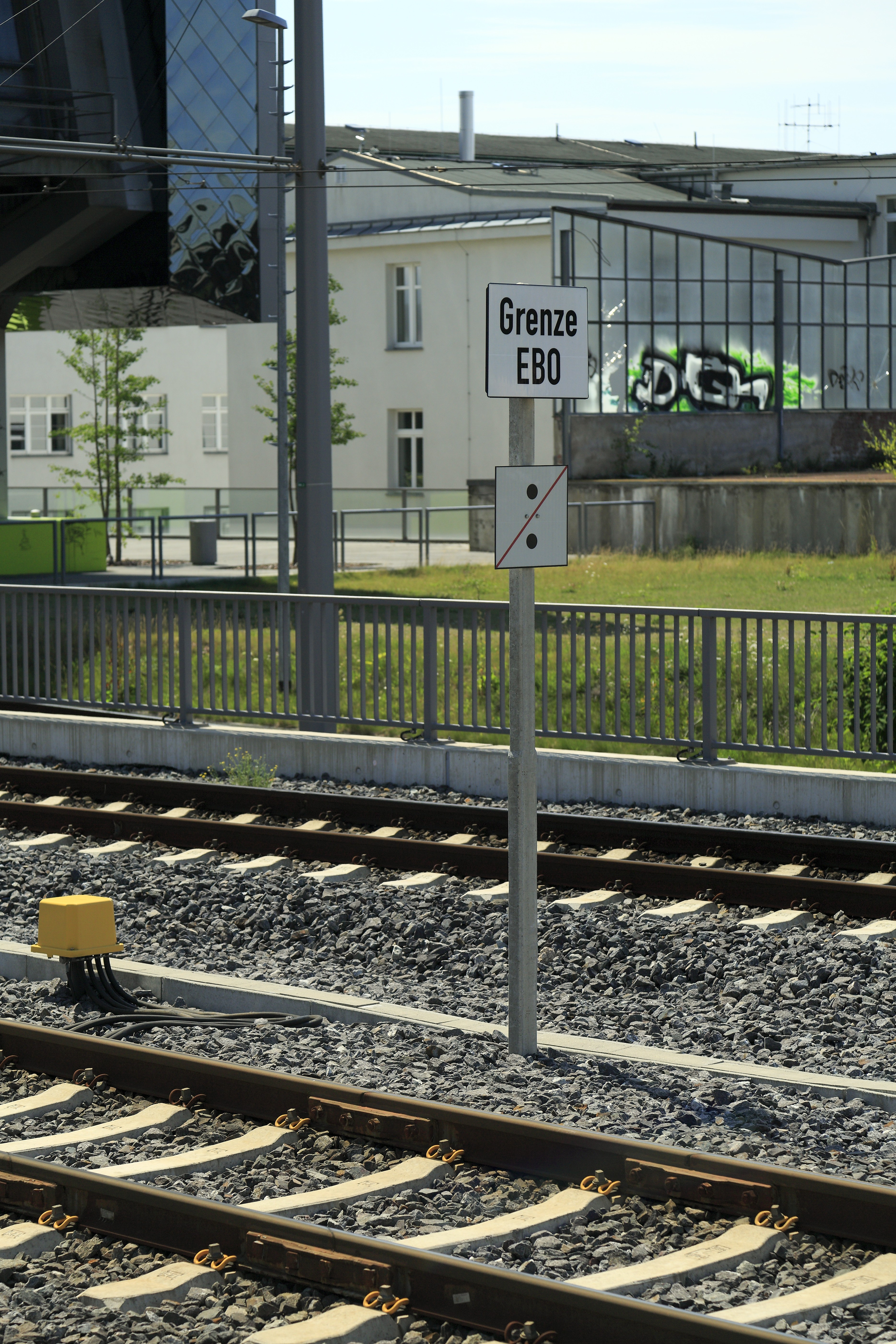
Doppelte Abriegelstöße, Chemnitz Hbf, zugleich Übergang zwischen Eisenbahn- und Straßenbahnbetrieb

## Kennzeichnung von Trennstellen

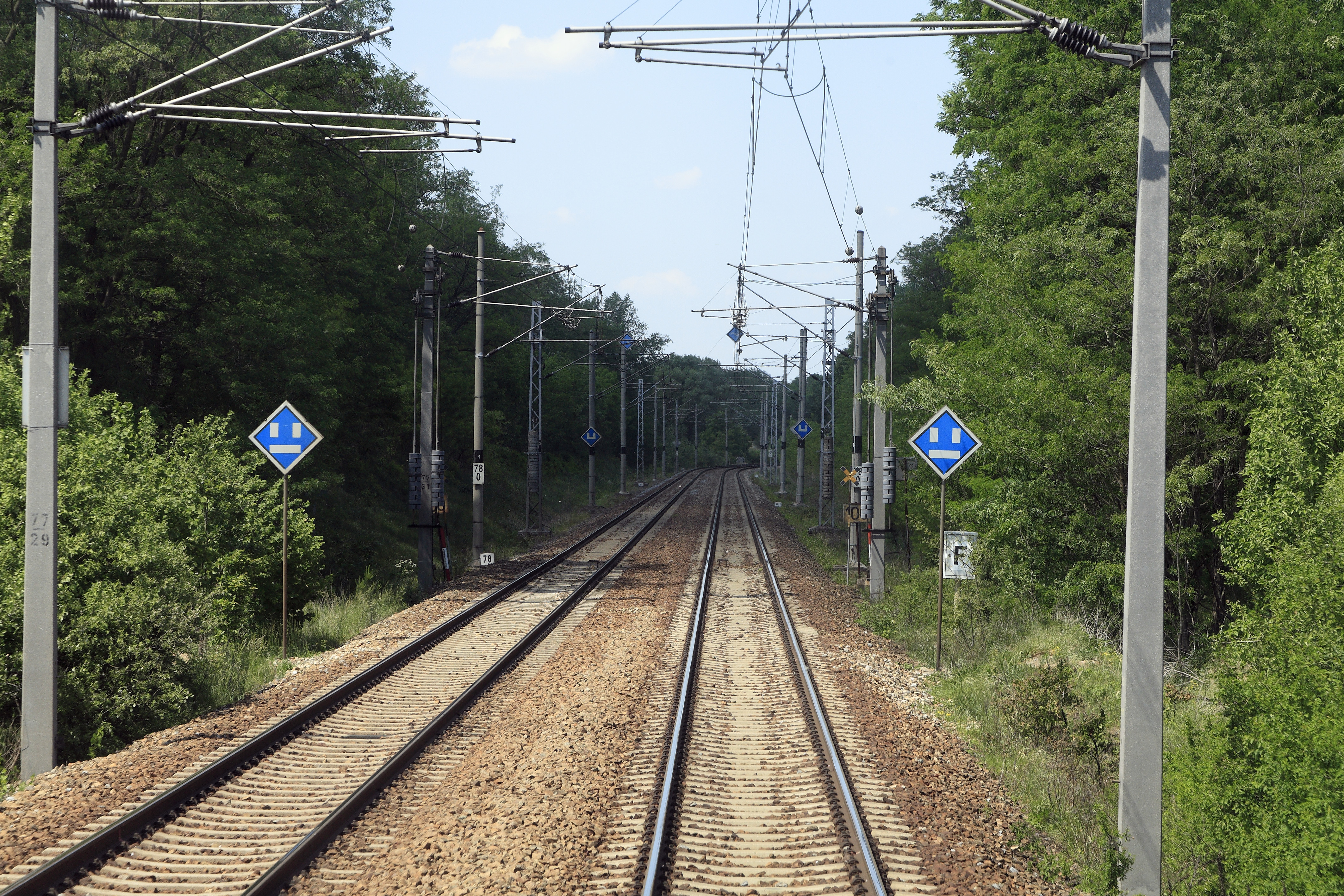
Fahrleitungssignale an der Systemtrennstelle zwischen Bernhardsthal und Břeclav, österreichische Nordbahn

Damit vor dem Durchfahren einer Trennstelle der Hauptschalter ausgeschaltet und gegebenenfalls abgebügelt wird, werden an Trennstellen Fahrleitungssignale aufgestellt, fallweise ergänzt durch Stromart- und Spannungsangaben.
Die Fahrleitung wird auch an Trennstellen, die abgebügelt zu befahren sind, so eingebaut und reguliert, dass trotzdem ein durchgehender Stromabnehmerlauf gewährleistet ist. Damit werden zusätzliche mechanische Schäden an Fahrzeug und Fahrleitungsanlagen vermieden, wenn ein Triebfahrzeugführer das Abbügeln versehentlich unterlässt.